# 西安航空学院
西安航空学院，原名西安航空技术高等专科学校，是中華人民共和國一所全日制普通高等学校。 

## 历史沿革
学校前身是创建于1956年的西安航空工业学校，隶属原航空工业部。1957年合并兰州航空工业学校。1960年升格为专科学校，更名为西安航空工业专科学校，后因国民经济调整而复原。於1985年升格为西安航空工业技术专科学校，1993年更名为西安航空技术高等专科学校。1999年划转地方，隶属陕西省人民政府，为中央与地方共建院校。2012年经教育部批准升格为普通本科院校，更名为西安航空学院。
2020年通过教育部本科合格评估。截至目前，西安航空学院已入选1个国家级一流本科专业建设点、6个省级一流本科专业建设点。先后通过校级层面立项培育11个“一流专业”和20多门“一流课程”建设项目，全面对标国家级、省级一流本科专业和一流本科课程建设的“双万计划”，积极推进学校教育教学改革和人才培养质量提升。学校目前已与西安工业大学，西安石油大学签署硕士研究生联合培养协议，积极筹备硕士点申报工作。
2021年12月17日经陕西省科学技术厅、陕西省财政厅、国家税务局陕西省税务局联合颁发的《高新技术企业认定证书》，认定西安航空学院校办工厂为国家级“高新技术企业”。

## 教学科研单位
- 飞行器学院
- 民航学院
- 机械工程学院
- 电子工程学院
- 材料工程学院
- 计算机学院
- 能源与建筑学院
- 车辆工程学院
- 经济管理学院
- 人文与外国语学院（公共艺术教育中心）
- 理学院
- 马克思主义学院
- 体育部
- 继续教育学院
- 军士学院
- 液压技术研究院[3]